# Delia tibialis
Delia tibialis este o specie de muște din genul Delia, familia Anthomyiidae. A fost descrisă pentru prima dată de Fan și Wang în anul 1982. Conform Catalogue of Life specia Delia tibialis nu are subspecii cunoscute.